# Kalagré-Rimaïbé
Kalagré-Rimaïbé est une ville du département de Zimtenga, dans la province de Bam, dans le Centre-Nord, au Burkina Faso. En 2006, la ville comptait 626 habitants dont 48% de femmes.